# Mothers of the Disappeared
Mothers of the Disappeared è l'undicesima e ultima canzone dell'album The Joshua Tree del gruppo irlandese U2.

## Storia
Questo brano è nato per commemorare il coraggio delle Madri di Plaza de Mayo che denunciano il fenomeno dei desaparecidos. In particolar modo tale canzone è il frutto di un viaggio fatto da Bono e sua moglie Ali in El Salvador dove hanno ricevuto le testimonianze di madri di persone scomparse nei paesi dell'America centrale. Tale crimine, prende le origini dalla cosiddetta guerra sporca durante la dittatura militare argentina.

## Versioni dal vivo
L'11 febbraio 1998 mentre tale brano veniva suonato a Santiago, una rappresentanza delle madri di figli scomparsi durante la dittatura cilena, è sfilata sul palco leggendo il nome dei propri cari non più rintracciabili.
Sempre a Santiago, il 26 febbraio 2006, la canzone è stata eseguita usando il charango, uno strumento tipico sudamericano.
Durante l'ultimo concerto tenutosi lo stesso anno a Buenos Aires, Bono ha salutato i rappresentanti del gruppo delle Madri di Plaza de Mayo presenti ai piedi del palco.

## Formazione

### U2
- Bono - voce
- The Edge - chitarre, cori
- Adam Clayton - basso
- Larry Mullen Jr. - batteria, percussioni

### Altro Personale
- Brian Eno - tastiera, sintetizzatore
- Daniel Lanois - mixaggio